# Joachim Dachsel
Joachim Dachsel (* 6. Dezember 1921 in Leipzig; † 15. Dezember 2008) war ein deutscher evangelisch-lutherischer Pfarrer, Dozent und Autor von Erbauungsschriften.

## Leben und Wirken
Nach dem Schulabschluss schlug er eine theologische Ausbildung ein und wurde 1953 zum Pfarrer ordiniert. Seine erste Anstellung erhielt er als erster Pfarrer und Rektor der Diakonenbildungsanstalt in Moritzburg bei Dresden. 1956 wechselte er als Pfarrer an die Trinitatiskirche in Dresden, war aber weiterhin für die Diakonenausbildung in Moritzburg zuständig. 1960 ging er dauerhaft nach Moritzburg als Dozent für Neues Testament, Dogmatik und Sozialethik an das Evangelisch-Lutherische Diakonenhaus zurück. 1986 wurde er emeritiert.

## Schriften (Auswahl)
- Der lange Johann besinnt sich. 1949.
- Der Blick in den Spiegel. 1953.
- Jörg und Peter. 1956.
- Die Kamera. Kurzgeschichten. 1959.
- Aurelius Augustinus. Ein Bild seines Lebens und Wirkens. 1962.